# Фторид тория(IV)
Фтори́д то́рия(IV) (тетрафтори́д то́рия) — бинарное неорганическое соединение, соль металла тория и фтороводородной кислоты с формулой ThF4. Представляет собой бесцветные кристаллы, плохо растворимые в воде.

## Получение
- Нагревание металлического тория, гидрида, карбида или диоксида тория с фтором или фтороводородом (исключение — фторирование металлического тория, оно протекает уже при комнатной температуре[2])[3]:

{\displaystyle {\mathsf {ThO_{2}+4HF\ {\xrightarrow {400-500^{o}C}}\ ThF_{4}+2H_{2}O}}}
{\displaystyle {\mathsf {Th+2F_{2}\ {\xrightarrow {}}\ ThF_{4}}}}
- Реакция гидроксида тория(IV) с концентрированной плавиковой кислотой[4]:

{\displaystyle {\mathsf {Th(OH)_{4}+4HF\ {\xrightarrow {}}\ ThF_{4}\downarrow +4H_{2}O}}}
- Гидратированный фторид тория(IV) можно осадить водным раствором плавиковой кислоты из раствора иона Th4+[5]:

{\displaystyle {\mathsf {ThCl_{4}+4HF+}}x{\mathsf {H_{2}O\ \xrightarrow {} \ ThF_{4}\cdot }}x{\mathsf {H_{2}O\downarrow +4HCl}}}
Обезводить его можно нагреванием в атмосфере фтороводорода:
{\displaystyle {\mathsf {ThF_{4}\cdot }}x{\mathsf {H_{2}O\ \xrightarrow {{\mathit {t^{o}}};\,HF} \ ThF_{4}+}}x{\mathsf {H_{2}O}}}

## Физические свойства
Безводный фторид тория(IV) образует бесцветные кристаллы моноклинной сингонии, пространственная группа I2/c, параметры ячейки a = 1,300 нм, b = 1,0993 нм, c = 0,858 нм, β = 126,4°. Изоструктурен кристаллам моноклинной сингонии фторида циркония(IV).  Окружение атома тория составляют восемь фторид-ионов, которые расположены в вершинах слегка искажённой квадратной антипризмы.
Слабо растворим в воде, плавиковой кислоте, растворим в горячей серной и хлорной кислотах. Образует кристаллогидраты состава ThF4·2H2O и ThF4·4H2O. Гигроскопичен.
Энтальпия образования равна −209,785 кДж/моль. Стандартная энтропия образования составляет 142,047 Дж/(моль·К), уравнение температурной зависимости давления пара: {\displaystyle \lg(p)=-16860/T+9{,}105} [мм рт. ст.].

## Химические свойства
- При высокой температуре с диоксидом тория образует оксодифторид тория[5]:

{\displaystyle {\mathsf {ThF_{4}+ThO_{2}\ {\xrightarrow {600^{o}C}}\ 2ThOF_{2}}}}
- При высокой температуре с фторидом калия образует двойную соль (фторид тория-дикалия):

{\displaystyle {\mathsf {ThF_{4}+2KF\ {\xrightarrow {575^{o}C}}\ K_{2}ThF_{6}}}}
- При температуре 900—1000 °C кальцием, магнием, натрием восстанавливается до металлического тория[3]:

{\displaystyle {\mathsf {ThF_{4}+2Ca\ {\xrightarrow {900-1000^{o}C}}\ Th+2CaF_{2}}}}
- При электролизе фторида тория(IV) в расплаве галогенидов щелочных металлов выделяется металлический торий; температура протекания процесса 800 °C[3].